# Notre-Dame-de-Livoye
Notre-Dame-de-Livoye é uma comuna francesa na região administrativa da Normandia, no departamento Mancha. Estende-se por uma área de 3,55 km². Em 2010 a comuna tinha 156 habitantes (densidade: 43,9 hab./km²).